# مركز قيادة استخبارات الدفاع
مركز قيادة استخبارات الدفاع اليابانية (情報本部 Jōhōhonbu) هو وكالة حكومية يابانية لاستخبارات الإشارة، وتابعة لوزارة الدفاع. تعتبر حالياً إحدى أكبر وكالات الاستخبارات اليابانية، وقد تم تأسيسها وهيكلتها على غرار وكالة استخبارات الدفاع الأمريكية.

## تاريخها
في ثمانينيات القرن العشرين، كان لوكالة الدفاع اليابانية السابقة عدّة أقسام استخباراتية ذات مهامّ مختلفة. منها، وكالة الدفاع، وحدة الإدارة العامة للمعلومات المركزية، هيئة الأركان المشتركة، وثلاثة فروع لقوات الدفاع اليابانية. في التسعينات بدأ التخطيط لدمج جميع مكاتب الاستخبارات التابعة لقيادة الدفاع القديمة في وكالة واحدة، بعد إقرار قانون المجلس الوطني في مايو 1996 الداعي إلى إنشاء وكالة استخبارات عسكرية مركزية، ما مهّد لتأسيس وكالة استخبارات الدفاع اليابانية في 20 يناير 1997، وتعيين الفريق «كونيمي ماساهيرو-Kumini Masahiro» كضابط قيادة للوكالة.
تضمنت الخطة الأساسية للوكالة إطلاق أقمار صناعية للتجسس في العام 1998 لرفع مستوى قدرات الوكالة في تجميع المعلومات الاستخبارية. أطلق قمران صناعيان إلى الفضاء بنجاح، ودُمِّر اثنان آخران في عملية إطلاق فاشلة.
في العام 2005، تلقّت دائرة قيادة الدفاع أول ضربة لتسريب معلومات سرية بسبب اعتقال عقيد في المخابرات اليابانية لاتهامه بتسريب معلومات متعلّقة بحادث الغواصة التابعة للبحرية العسكرية الصينية في بحر الصين الجنوبي.
في 2006 أعلنت دائرة الدفاع عن إنشاء أول مكتب اتصال لها في العاصمة واشنطن، بالاشتراك مع وكالة الأمن القومي الأمريكي-NSA.

### بعض نشاطاتها المعروفة
- بعد إطلاق كوريا الشمالية للصاروخ الباليستي «تايبودونج-Taepodong1» في 31 أغسطس 1998، بدأت سفن وطائرات تابعة لقوات الدفاع اليابانية بالبحث في بحر اليابان عن أية بقايا للصاروخ، بمشاركة دائرة استخبارات الدفاع عبر تقديمها المعلومات، وإرسال خبرائها في شؤون كوريا الشمالية إلى أمريكا لبحث المسألة.[9]
- في 2011، اعترضت محطة مراقبة في كاجوشيما-Kagoshima اتصالات لاسلكية كورية شمالية، الأمر الذي أدى إلى نجاح خفر السواحل الياباني في اعتراض وتدمير مركب تجسس يُعتقد أنه تابع لكوريا الشمالية قرب جزيرة «آمامي-أوشيما-Amami-Ōshima».[10]
- قدّمت دائرة استخبارات الدفاع معلومات إلى قوات الدفاع اليابانية خلال زلزال يوجياكارتا في العام 2006.
- عبر منشأة استخبارات الإشارة في «تاشياراي-Tachiarai»، تقوم دائرة استخبارات الدفاع بمراقبة الاتصالات مع الأقمار الصناعية، كجزء من برنامج يحمل الاسم الرمزي MALLARD. ويُعتقد أن البرنامج يعترض أكثر من 12 مليون رسالة على الإنترنت يومياً.[11]

## القيادة
تقع دائرة قيادة استخبارات الدفاع تحت سلطة الأركان المشتركة وتديرها هيئة استخبارات الدفاع. أُسندت قيادة دائرة استخبارات الدفاع مباشرةً إلى وزير الدفاع الياباني في مارس 2006. ونائب القائد يكون في العادة مدنياً يُعيّن رسمياً من قبل وزير الدفاع. تُدير دائرة قيادة استخبارات الدفاع وحدة التحقيقات الثانية.

## دورها
الدور الرئيسي الذي تقوم به دائرة قيادة استخبارات الدفاع هو جمع المعلومات وتحليلها لوضع خطط سياسات الدفاع والعمليات. تجمع الوكالة المعلومات الاستخباراتية من المصادر المفتوحة، والإشارات، والاستخبارات التصويرية، بالإضافة إلى المعلومات الواردة من الوزارات اليابانية، والسفارات اليابانية والمنظمات الأخرى المرتبطة بها. وتقوم أيضاً بجمع المعلومات الاستخبارية من خلال أنشطة المراقبة والرصد.

## الختم
يتألف ختم الوكالة من الرموز التالية:
- طائر التذرج – دليلاً على جمع المعلومات الاستخبارية بسرعة هائلة[17]
- أشكال بيضوية تلف الكرة الأرضية – دليلاً على موقع أقمار التجسس
- لسان البرق – دليلاً على الأمواج اللاسلكية
- النجمة – دليلاً على موقع ومحطات الوكالة

## رؤساء الوكالة المعروفون
عادةً ما يعيّن قادة الوكالة برتبة فريق من قوات الدفاع البرية أو قوات الدفاع البحرية أو نائب أدميرال من البحرية.
- فوميو أوتا [18]
- كينيتشيرو هوكازونو؛ رئيس الأركان الجوية سابقاً
- كوجي شيموهيرا
- تاداشي مياجاوا